# Onchium hawaiiense
Onchium hawaiiense is een rondwormensoort uit de familie van de Camacolaimidae.